# 體育場-軍械庫站
體育場-軍械庫站（英語：Stadium–Armory station）是美國華盛頓特區東南區金曼公園的華盛頓地鐵車站，在1977年7月1日啟用，由華盛頓都會區交通局營運。體育場-軍械庫站有橙線、藍線和銀線停靠。同時此站是藍線、銀線與橙線東行最後一個共軌車站。車站在19街、C街和獨立大道都設有入口。

## 位置

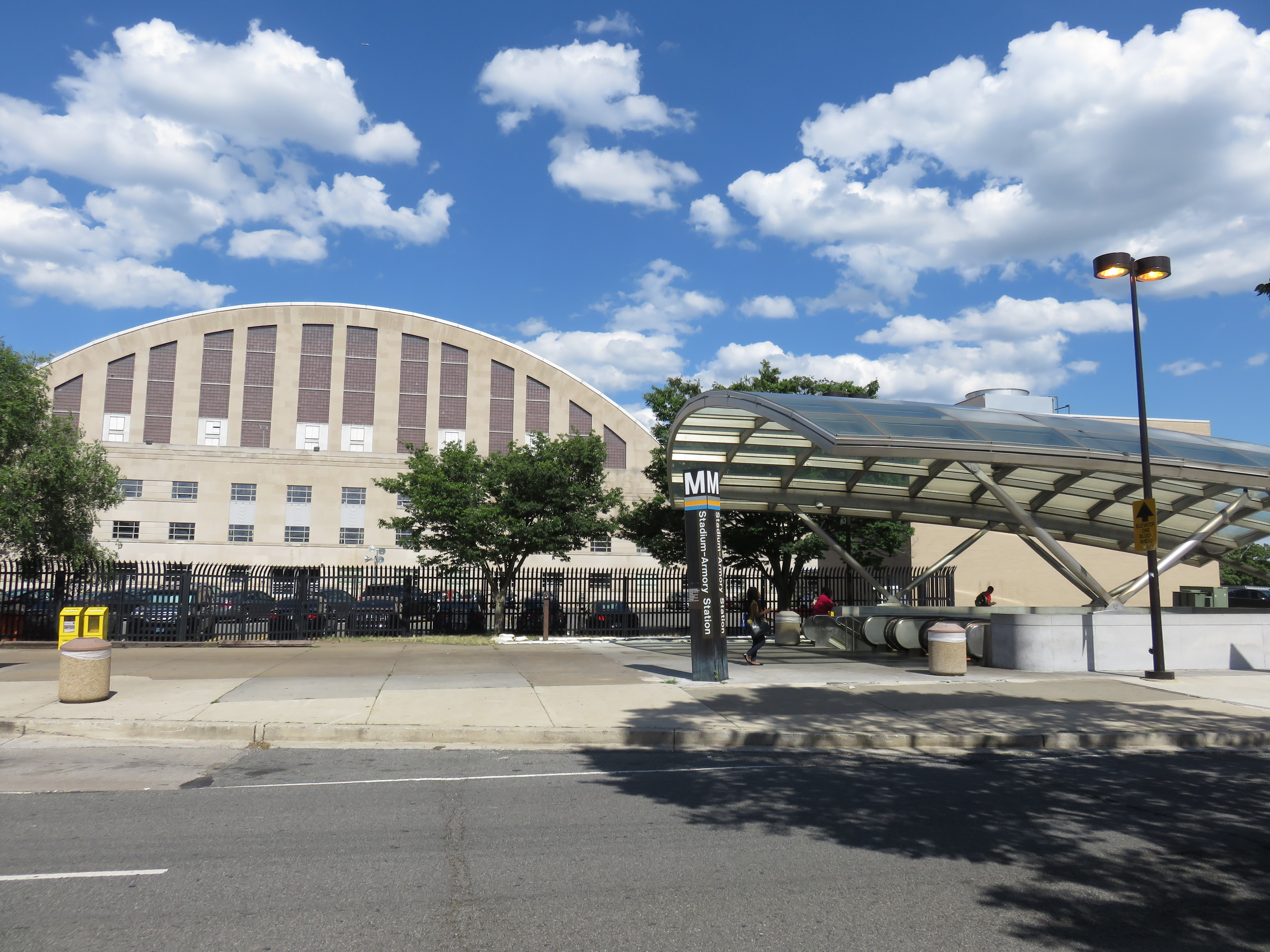
車站北面大堂，與華盛頓特區軍械庫相鄰

體育場-軍械庫站服務RFK體育場，是華盛頓特區聯足球隊、華盛頓紅皮、華盛頓國民的舊主場，也是華盛頓參議員第二個專營主場，1972年搬到德克薩斯州。車站同時服務華盛頓特區監獄以及華盛頓特區軍械庫，後者既是娛樂表演的熱門場地又是華盛頓特區國民警衛隊總部。連同波多馬克大道站，體育場-軍械庫站是唯二可步行至美國國會公墓的地鐵站。華盛頓特區總醫院在2001年關閉前也由此站服務。

## 歷史
車站在1977年7月1日啟用。橙線列車在1978年11月20日起停靠。1979年，華盛頓特區軍械庫要求站名改為「Starplex」，以體育場軍械庫複合命名，但這個要求遭到地鐵局無視。體育場-軍械庫站在1980年11月22日藍線延長至艾迪森路站之前的東端終點站。
此站原先預計將成為銀線的東端終點站，但2012年12月，由於此站與明尼蘇達大道站（橙線此站以東第一站）之間的袋狀軌安全引起關注，地鐵官方將路線延長至拉戈鎮中心站，也是藍線的東端終點站銀線列車在2014年7月26日起開始停靠。
舊華盛頓特區總醫院重建成為混合商住、名為「山東」的地區。另外自從2018年7月華盛頓特區聯搬遷到新的足球專用體育場鷲角地區奧迪球場後，RFK體育場的未來不確定，有可能拆除這座1960年代的設施。

### 變壓器着火
2015年9月21日，車站附近的變壓器着火，導致嚴重延誤。變壓器損毀引發電力短缺導致交通局需要實行若干措施疏導旅客，包括橙線和銀線列車在繁忙時段不停靠體育場-軍械庫站。11月起恢復停靠。

## 車站結構
| G        | 街道層             | 出入口                                                                                         |
| M        | 夾層               | 單向閘機、售票機、車站詢問處                                                                   |
| P 月台層 | 西行               | 往法蘭克尼亞-春田（波多馬克大道） · 往維也納（波多馬克大道） · 往威勒-雷斯頓東（波多馬克大道） |
| P 月台層 | 島式月台，左側開門 |                                                                                                |
| P 月台層 | 東行               | 往拉戈鎮中心（班寧路） · 往新卡羅頓（明尼蘇達大道）                                            |

## 外部連結
- WMATA: Stadium–Armory Station （页面存档备份，存于）
- StationMasters Online: Stadium–Armory Station
- The Schumin Web Transit Center: Stadium–Armory Station
- C Street entrance from Google Maps Street View
- Independence Avenue entrance from Google Maps Street View

38°53′18″N 76°58′38″W / 38.8883°N 76.9771°W